# Lepidochrysops titei
Tite's Blue (Lepidochrysops titei) là một loài bướm ngày thuộc họ Lycaenidae. Nó là loài đặc hữu của Nam Phi, nơi nó được tìm thấy ở the West Cape.
Sải cánh dài 30–34 mm đối với con đực and 31–36 mm đối với con cái. Con trưởng thành bay từ tháng 9 đến tháng 11. Có một lứa một năm.
Ấu trùng ăn Selago species.